# Юлиеги (река, впадает в Кутижозеро)
Юлиеги — река в России, протекает по Пряжинскому району Карелии. Впадает в озеро Кутижозеро, из которого вытекает Кутижма. Длина реки составляет 10 км.

## Данные водного реестра
По данным государственного водного реестра России относится к Балтийскому бассейновому округу, водохозяйственный участок реки — Шуя, речной подбассейн реки — Свирь (включая реки бассейна Онежского озера). Относится к речному бассейну реки Нева (включая бассейны рек Онежского и Ладожского озера).
Код объекта в государственном водном реестре — 01040100112102000014639.